# Ma Xueya
Ma Xueya (马雪雅S, Mǎ XuěyǎP; Handan, 16 dicembre 1993) è una cestista cinese.

## Carriera
Con la Cina ha disputato i Campionati mondiali del 2018.